# 佐佐木則夫
佐佐木則夫（日语：／ Sasaki Norio，1958年5月24日—），日本足球運動員，日本國家女子足球隊教练（2008年-2016年）。

## 教练生涯
佐佐木則夫曾经率领日本國家女子足球隊参加2008年夏季奥林匹克运动会足球比赛，2011年國際足協女子世界盃，2012年夏季奥林匹克运动会足球比赛，2015年國際足協女子世界盃。